# Gerson Victalino
Gerson Victalino (Belo Horizonte, 19 settembre 1959 – Belo Horizonte, 29 aprile 2020) è stato un cestista brasiliano.
È morto nel 2020, per le complicazioni della Sclerosi laterale amiotrofica.

## Carriera
Con il Brasile ha disputato tre edizioni dei Giochi olimpici (Los Angeles 1984, Seul 1988, Barcellona 1992) e due dei Campionati mondiali (1986, 1990).